# Сэкито, Цуёси
Цуёси Сэкито (яп. 関戸 剛 Сэкито Цуёси, род. 3 апреля 1963, Осака, Япония) — японский игровой композитор и рок-музыкант, с 1995 года работающий в компании Square Enix. Наиболее известен по саундтрекам к таким играм как Brave Fencer Musashi (1998) и The Last Remnant (2008), а также гитарными партиями в составе рок-групп The Black Mages и The Star Onions, специализирующихся на исполнении мелодий серии Final Fantasy. Стилистически его композиции уходят в сторону гитарного рока, сам Сэкито отмечал существенное влияние хэви-матал-групп Van Halen и Dream Theater, кроме того, значительный вклад в его творчество внёс кинокомпозитор Джерри Голдсмит.

## Биография
Цуёси родился в японском городе Осака 3 апреля 1963 года. Карьеру игрового композитора начал в конце 1980-х, когда стал членом композиторского состава Konami. Первый саундтрек создал в 1989 году совместно с Митиру Яманэ, это была игра Space Manbow. В следующем году в сотрудничестве с несколькими другими композиторами работал над музыкой к SD Snatcher и Metal Gear 2: Solid Snake, позже ему доверили сочинить мелодии для малобюджетных спортивных симуляторов Double Dribble: 5-on-5 (1991) и Soccer Superstars (1995), помимо этого Сэкито стал автором музыкального ряда мультяшных Teenage Mutant Ninja Turtles II: Back from the Sewers (1991) и Tiny Toon Adventures: Buster's Hidden Treasure (1993), в случае которых исполнил роль ведущего композитора.
После присоединения к Square Сэкито долгое время работал в числе прочих композиторов, вплоть до 1998 года, когда получил задание самостоятельно сопроводить музыкой игру Brave Fencer Musashi. В 1999 году написал двенадцать звуковых дорожек для игры Chocobo’s Dungeon 2, тогда как остальную музыку к ней сочинили Куми Таниока и Кэндзи Ито. Позже ему поручили создать саундтрек для эксклюзивно японского файтинга All Star Pro-Wrestling — в этом деле композитору помогал клавишник Кэнъитиро Фукуи. Когда дело дошло до сиквела, All Star Pro-Wrestling II (2001), Сэкито выступил в роли единоличного композитора, однако в случае третьей и последней части, All Star Pro-Wrestling III (2003), Фукуи вновь к нему присоединился.
Одновременно с этим Сэкито и Фукуи решили записать кавер-версии популярных композиций Final Fantasy, созданных уважаемым в компании композитором Нобуо Уэмацу. Музыканты показали свои наработки Уэмацу, и тому они пришлись по вкусу, поэтому он принял решение присоединиться к ним и продолжить работу в этом направлении уже в составе группы под названием The Black Mages. Позже состав коллектива пополнился ещё тремя музыкантами, Сэкито же оставался неизменным гитаристом группы все восемь лет её существования с 2002 года по 2010-й, записал с ними три полноценных альбома, принял участие в нескольких больших концертах, участвовал в различных промоакциях.

## Дискография

### Компьютерные игры
Композитор
- Space Manbow (1989) — совместно с Митиру Яманэ и Юдзи Такэноути;
- SD Snatcher (1990) — совместно с Масахиро Икарико, Муцухико Идзуми, Митиру Яманэ, Мотоаки Фурукавой, Юдзи Такэноути, Харуми Уэко, Юко Курахаси, Томоей Томитой и Кадзухико Уэхарой;
- Metal Gear 2: Solid Snake (1990) — совместно с Масахиро Икарико, Муцухико Идзуми, Юко Курахаси, Томоей Томитой, Кадзухико Уэхарой и Юдзи Такэноути;
- Double Dribble: 5-on-5 (1991)
- Teenage Mutant Ninja Turtles II: Back from the Sewers (1991) — совместно с Юко Курахаси;
- Gradius II: Gofer no Yabou (PC Engine) (1992) ― совместно с Кадзуки Мураокой, Акиропито, Кодзо Накамурой, Харуми Уэко, Таппи Ивасэ и Метал Юки;
- Tiny Toon Adventures: Buster's Hidden Treasure (1993) — совместно с Синдзи Тасакой и Хидэто Иноуэ;
- Lethal Enforcers II: Gunfighters (1994) — совместно с Юити Сакакурой;
- Soccer Superstars (1995)
- Brave Fencer Musashi (1998)
- Chocobo’s Dungeon 2 (1998) — совместно с Куми Таниокой, Ясухиро Каваками и Кэндзи Ито;
- Chrono Trigger (PlayStation) (1999) — совместно с Ясунори Мицудой, Нобуо Уэмацу и Норико Мацуэдой;
- All Star Pro-Wrestling (2000) — совместно с Кэнъитиро Фукуи и Куми Таниокой;
- All Star Pro-Wrestling II (2001)
- All Star Pro-Wrestling III (2003) — совместно с Кэнъитиро Фукуи;
- Romancing SaGa -Minstrel Song- (2005) — совместно с Кэндзи Ито;
- Hanjuku Hero 4: 7-Jin no Hanjuku Hero (2005) — совместно с Нобуо Уэмацу, Кэндзи Ито, Наоси Мидзутой, Хиросато Нода, Аи Ямаситой и Кэнъити Микосибой;
- Dawn of Mana (2006) — совместно с Кэндзи Ито, Масаёси Сокэн и Рюити Сакамото;
- The Last Remnant (2008) — совместно с Ясухиро Яманакой;
- Gyromancer (2009)
- Death by Cube (2009) — совместно с Mud-J;
- Kingdom Hearts Birth by Sleep (2010) — совместно с Ёко Симомурой и Такэхару Исимото;
- The 3rd Birthday (2010) — совместно с Ёко Симомурой и Мицуто Судзуки;
- MindJack (2011)
- Kingdom Hearts 3D: Dream Drop Distance (2012) — совместно с Ёко Симомурой и Такэхару Исимото.

Аранжировщик
- Final Fantasy Chronicles (1999)
- Final Fantasy Origins (2002)
- Front Mission Online (2005)
- Final Fantasy III (Nintendo DS) (2006) — совместно с Кэйдзи Кавамори;
- Dissidia: Final Fantasy (2008) — совместно с Your Favorite Enemies и Мицуто Судзуки;
- Dissidia 012 Final Fantasy (2011) — совместно с Кэйдзи Кавамори, Мицуто Судзуки и Риэко Микосибой.

### Фильмы
Композитор
- Final Fantasy VII Advent Children (2005) — совместно с Нобуо Уэмацу и Кэйдзи Кавамори.

Arrangement
- Final Fantasy VII Advent Children Complete (2009) — совместно с Кэйдзи Кавамори.

### Прочие работы
- feel/Go dream: Yuna & Tidus (2001) — совместно с Масаси Хамаудзу и Масаёси Сокэном.
- The Black Mages (2003)
- The Black Mages II: The Skies Above (2005)
- The Black Mages III: Darkness and Starlight (2008)